# Уро-Акорико, Садат
Садат Уро-Акорико (фр. Sadat Ouro-Akoriko;
1 февраля 1988, Сокоде, Того) — тоголезский футболист, защитник клуба «АмаЗулу» и сборной Того.

## Карьера

### Клубная
Садат начал футбольную карьеру в клубе «Этуаль Филант», за который выступал на протяжении двух сезонов.
В 2011 году Уро-Акорико перешёл в южноафриканский клуб «Фри Стэйт Старс». 17 августа того же года защитник дебютировал в новой команде во встрече с «АмаЗулу». Тоголезец сразу же стал игроком основного состава «звёзд», проведя в первом сезоне 24 игры.
7 ноября 2012 года Садат отметился первым забитым мячом за «Фри Стэйт», принеся своей команде победу в матче с кейптаунским «Аяксом».
Летом 2014 года игрок подписал контракт с другим клубом чемпионата ЮАР, «АмаЗулу». Вскоре защитник провёл первую игру в новой команде. 2 декабря 2014 года тоголезец отметился забитым мячом в ворота «Претория Юниверсити».

### В сборной
Садат дебютировал за сборную Того в 2009 году в товарищеской встрече со сборной Бахрейна.
Уро-Акорико был включён в заявку тоголезцев на участие в Кубке африканских наций 2013. На турнире защитник принял участие только в одном матче, выйдя на замену в конце встречи группового этапа со сборной Туниса. 14 июня 2015 года Садат отметился первым забитым мячом в составе сборной, сравняв счёт в игре квалификации Кубка африканских наций 2017 против сборной Либерии.